# Moon (Arcane)
Moon is een studioalbum van Arcane, de eenmansband van Paul Lawler. Het album dat in 2017 werd opgenomen gaf Lawlers interpretatie van het maanoppervlak weer. Lawler gebruikte bij dit album opnieuw veelal analoge synthesizers zoals de ARP Odyssey, Juno-106 en de VCS3. De muziek is in de stijl van de Berlijnse School voor elektronische muziek.

## Musici
- Paul Lawler – synthesizers

## Muziek
| Nr. | Titel  | Duur  |
| --- | ------ | ----- |
| 1.  | Moon-1 | 38:20 |
| 2.  | Moon-2 | 15:22 |